# Xenoverso
Xenoverso è il terzo album in studio del rapper italiano Rancore, pubblicato il 15 aprile 2022 dalla Polydor Records.

## Descrizione
Si tratta di un concept album strutturato su diciassette brani. Nella lista tracce sono presenti anche i singoli Eden, presentato da Rancore al Festival di Sanremo 2020, ed Equatore, realizzato con Margherita Vicario e distribuito nel 2021.

## Promozione
Il 4 marzo 2022 Rancore ha reso disponibile un'anteprima del disco attraverso la diffusione dei brani Lontano 2036, X agosto 2048 e Arakno 2100, preceduti dall'interludio Skit (cronosurfisti). Il 15 aprile, in concomitanza con il lancio dell'album, è stato pubblicato anche il primo singolo Le rime (gara tra 507 parole).

## Tracce
Testi di Tarek Iurcich, eccetto dove indicato.
1. Ombra – 2:56 (musica: Mattia Crescini, Cristiano Campana)
2. Freccia – 3:21 (musica: Michele Zocca, Davide Simonetta)
3. Federico – 3:11 (musica: Davide Pavanello)
4. Guardie & ladri (feat. Nayt) – 2:59 (testo: Tarek Iurcich, William Mezzanotte – musica: Mattia Crescini, Cristiano Campana)
5. Skit (cronosurfisti) – 2:23 (musica: Mattia Crescini, Cristiano Campana)
6. Lontano 2036 – 3:03 (musica: Mattia Crescini, Cristiano Campana)
7. X Agosto 2048 – 3:12 (musica: Mattia Crescini, Cristiano Campana)
8. Arakno 2100 – 4:12 (musica: Mattia Crescini, Cristiano Campana)
9. Skit (guerra dei versi) – 3:30 (musica: Davide Pavanello, Mattia Crescini)
10. Le rime (gara tra 507 parole) – 2:55 (musica: Davide Pavanello, Luca D'Angelo)
11. Fantasia – 3:47 (musica: Davide Pavanello)
12. Ignoranze funebri – 3:24 (musica: Antonio Filippelli, Cristian Riganò, Gianmarco Manilardi)
13. Eden – 3:31 (musica: Dario Faini)
14. Equatore (feat. Margherita Vicario) – 3:24 (testo: Tarek Iurcich, Margherita Vicario, Paolo Antonacci – musica: Davide Simonetta)
15. Xenoverso – 3:14 (musica: Mattia Crescini, Cristiano Campana, Giorgio Iacobelli, Tarek Iurcich)
16. Questa cosa che io ho scritto mi piace – 3:31 (musica: Mattia Crescini, Cristiano Campana)
17. Io non sono io – 4:00 (musica: Michele Zocca, Davide Simonetta)

## Formazione
Musicisti
- Rancore – voce
- Micol Touadi – cori (traccia 3)
- Maria Giovanna Gambino – cori (traccia 3)
- Azzurra Egidi – cori (traccia 3)
- Maria Sole Maschietto – cori (traccia 3)
- Giada Mosca – cori (traccia 3)
- Nayt – voce (traccia 4)
- Claudia Spadari – voce (traccia 5)
- Claudio Conti – voce (traccia 9)
- Margherita Vicario – voce (traccia 14)

Produzione
- Rancore – direzione artistica, produzione (traccia 15)
- Antonio Polidoro – registrazione voce (eccetto tracce 5, 9, 13 e 14)
- Pino "Pinaxa" Pischetola – missaggio, mastering
- Meiden – produzione (tracce 1, 4-8, 15 e 16), effetti sonori (tracce 5 e 9)
- Jano – produzione (tracce 1, 4-8, 15 e 16), effetti sonori (traccia 5)
- Michelangelo – produzione (tracce 2 e 17)
- D.Whale – produzione (tracce 2, 14 e 17), registrazione voce (traccia 14)
- Dade – produzione (tracce 3, 9-11), effetti sonori (traccia 9)
- Giancane – registrazione voce (tracce 5 e 9)
- Davide Borri – registrazione voce (tracce 5 e 9)
- Dangelo – produzione (traccia 10)
- Antonio Filippelli – produzione (traccia 12)
- Cristian Riganò – produzione (traccia 12)
- Gianmarco Manilardi – produzione (traccia 12)
- Dardust – produzione e registrazione voce (traccia 13)
- Marco Zangirolami – registrazione (traccia 13)

## Classifiche
| Classifica (2022) | Posizione massima |
| ----------------- | ----------------- |
| Italia            | 9                 |